# In Illo uno unum
In Illo uno unum (z łac. W Nim stanowimy jedno) – dewiza papieża Leona XIV. Zawołanie to zostało wybrane wraz z sakrą biskupią w 2014 roku. Motto papieskie pochodzi z Objaśnień Psalmów św. Augustyna komentującego Psalm 127.
Pełne zdanie homilii brzmi:
Ipsi Christiani cum capite suo quod ascendit in caelum, unus est Christus: non ille unus et nos multi, sed et nos multi in illo uno unum.
Dla samych chrześcijan, których głową był Ten, który wstąpił do Nieba, Chrystus jest jeden: nie w tym sensie, że On jest jeden, a my jesteśmy liczni, lecz w tym, że my, liczni, w Nim stanowimy jedno.